# حقوق التأليف والنشر للنصوص الرسمية
النصوص الرسمية، كما هي معرّفة في المادة 2(4) من اتفاقية برن لحماية المصنفات الأدبية والفنية، هي نصوص ذات طبيعة تشريعية وإدارية وقانونية (مثل القوانين التشريعية واللوائح الإدارية وقرارات المحاكم) والترجمات الرسمية لهذه النصوص.
وتشير الاتفاقية إلى أنه يتعين على كل دولة عضو في اتفاقية برن أن تقرر الحماية التي ينبغي منحها لهذه النصوص الرسمية في تلك الدولة.
عمومًا، تُدرج الدول الأعضاء في الاتفاقية نصوصها الرسمية في نطاق الملكية العامة. ومع ذلك، تطبّق حكومات المملكة المتحدة وبعض دول الكومنولث حقوق الملكية على أعمالها. كما تطبّق العديد من جمهوريات الكومنولث حقوق ملكية على أعمالها الرسمية، مع أنها لا تتمتع بحقوق ملكية.

## الجدول
| الدول والمناطق                                | أنواع النصوص الرسمية | مدة حماية قانون حقوق الطبع والنشر                                                                                  | المراجع |
| --------------------------------------------- | --- | --- | --- |
| ألبانيا                                       | الأعمال الأدبية والفنية التي تمثل ملخصات للجريدة الرسمية ذات الطبيعة التشريعية والإدارية وترجماتها الرسمية | 0، لا يوجد حقوق تأليف ونشر                                                                                         | المادة 3، القانون رقم 7564 المؤرخ 19 أبريل 1992، والمعدّل بالقانون رقم 7923 المؤرخ 19 مايو 1995 |
| الجزائر                                       | القوانين واللوائح والقرارات والأعمال الإدارية للهيئات الحكومية والسلطات المحلية وقرارات المحاكم، وترجماتها الرسمية | 0، لا يوجد حقوق تأليف ونشر                                                                                         | المادة 11، الأمر رقم 03-05 المؤرخ في 19 جمادى الأولى 1424 الموافق 19 يوليو 2003 المتعلق بحقوق المؤلف والحقوق المجاورة |
| الجزائر                                       | أعمال الدولة الأخرى | يمكن استخدامه بحرية للمنظمات غير الربحية مع احترام مصدر الأعمال وسلامتها                                           | المادة 9، الأمر رقم 05-03 المؤرخ في 19 جمادى الأولى 1424 الموافق في 19 جويلية 2003 المتعلق بحقوق المؤلف والحقوق المجاورة |
| أندورا                                        | النصوص الرسمية ذات الطبيعة التشريعية أو الإدارية أو القانونية، وترجمتها الرسمية | 0، لا يوجد حقوق تأليف ونشر                                                                                         | المادة 4، قانون حقوق التأليف والنشر والحقوق المجاورة لعام 1999 |
| أنغولا                                        | القوانين والقرارات القضائية والإدارية | 0، لا يوجد حقوق تأليف ونشر                                                                                         | المادة 9، قانون حقوق التأليف والنشر رقم 4/90، مارس 1990 |
| أنتيغوا وبربودا                               | السجلات العامة | 0، لا يوجد حقوق تأليف ونشر (يجوز صنع أو توفير أي نسخة من العمل لأي شخص)                                            | القسم 67، قانون حقوق التأليف والنشر، 2002 |
| أرمينيا                                       | - الوثائق الرسمية (القوانين والقرارات والمراسيم وغيرها) وترجماتها الرسمية - شعارات ورموز الدولة (الأعلام، شعارات النبالة (شعار الدولة الرسمي)، الميداليات (المزخرفة)، العلامات النقدية، etc.) | 0، لا يوجد حقوق تأليف ونشر                                                                                         | المادة 6، قانون حقوق التأليف والنشر والحقوق المجاورة |
| النمسا                                        | القوانين والأنظمة والمراسيم الرسمية الصادرة عن السلطات الفيدرالية والولائية النمساوية | 0، لا يوجد حقوق تأليف ونشر                                                                                         | قانون حقوق التأليف والنشر النمساوي (§7 UrhG) |
| أستراليا                                      | الأعمال أو الأفلام أو التسجيلات الصوتية التي أنتجتها أو أشرفت على إنتاجها حكومة أستراليا، وأي عمل نشرته لأول مرة الحكومة أو تحت إشرافها أو سيطرتها. | 50 عاماً حتى نهاية العام من انتهاء صلاحية حقوق الطبع والنشر في أستراليا                                             | الجزء VII من قانون حقوق التأليف والنشر النمساوي لعام 1968 |
| أذربيجان                                      | - الوثائق الرسمية (القوانين، قرارات المحاكم، وغيرها من النصوص ذات الطابع التشريعي أو الإداري أو القضائي) وترجماتها الرسمية - شعارات الدولة والرموز الرسمية (الأعلام والشعارات الملكية والأوسمة والعلامات النقدية وغيرها من رموز الدولة والعلامات الرسمية) | 0، لا يوجد حقوق تأليف ونشر                                                                                         | المادة 7، قانون جمهورية أذربيجان بشأن حقوق التأليف والنشر والحقوق المجاورة |
| البحرين                                       | - الأحكام القضائية الصادرة عن المحاكم بدرجاتها المختلفة وترجمات تلك الأحكام - الوثائق الرسمية مثل نصوص القوانين والمراسيم الأميرية والأوامر الإدارية والمعاهدات الدولية وترجماتها وجميع الوثائق الرسمية - ما لم يُنشر في منشورات مجمعة لسبب يعود إلى الجهود الإبداعية أو الترتيب أو أي جهد شخصي آخر | 0، لا يوجد حقوق تأليف ونشر                                                                                         | المادة 4(1)(a), (b), (2)، المرسوم التشريعي رقم 10 لعام 1993 |
| بيلاروس                                       | - الوثائق الرسمية (القوانين والأحكام والنصوص الأخرى ذات الطبيعة القانونية والإدارية والقضائية)، وكذلك ترجماتها الرسمية - رموز الدولة وعلاماتها (العلم، شعار النبالة، النشيد الوطني، الجوائز، الأوراق النقدية وغيرها من العلامات) | 0، لا يوجد حقوق تأليف ونشر                                                                                         | قانون جمهورية بيلاوسيا: No. 370-XIII المؤرخ 16 مايو، 1996: القسم 2، المادة 8 (باللغة الروسية، بالإنجليزية) |
| بلجيكا                                        | النصوص الرسمية الحكومية | 0، لا يوجد حقوق تأليف ونشر                                                                                         | المادة XI.172, §2 من القانون التجاري (بالألمانية، بالفرنسية) |
| البرازيل                                      | - الوثائق الرسمية (القوانين والأحكام والنصوص الأخرى ذات الطبيعة القانونية والإدارية والقضائية) | 0، لا يوجد حقوق تأليف ونشر                                                                                         | القانون 9610/98، المادة 8 (، |
| كندا                                          | أعمال الحكومة الكندية | 50 عاماً حتى نهاية العام من تاريخ النشر (أول نشر)                                                                   | القسم 12 من قانون حقوق التأليف والنشر (بالفرنسية: Loi sur le droit d'auteur) |
| كندا                                          | القوانين الفيدرالية | يُسمح بإعادة الإنتاج بشروط معينة، سواء بموجب حقوق الطبع والنشر الملكية أم لا.                                       | إعادة إنتاج القانون الفيدرالي (بالفرنسية: مرسوم بشأن إعادة إنتاج التشريعات الاتحادية وقرارات المحاكم الدستورية الاتحادية) |
| جمهورية الصين (البر الصيني)                   | القوانين واللوائح والقرارات والمقررات والأوامر الصادرة عن أجهزة الدولة والوثائق الأخرى ذات الطبيعة التشريعية والإدارية والقضائية؛ وترجماتها الرسمية | 0، لا يوجد حقوق تأليف ونشر                                                                                         | المادة 5 من قانون حقوق التأليف والنشر |
| جمهورية التشيك                                | - أي عمل رسمي، مثل اللوائح القانونية، والقرارات، والميثاق العام، والسجلات المتاحة للعامة - مسودة رسمية لعمل رسمي وغير ذلك من الوثائق الرسمية التحضيرية بما في ذلك الترجمة الرسمية لمثل هذا العمل، - منشورات مجلس النواب ومجلس الشيوخ، - سجل تذكاري لبلدية (سجل بلدي)، - أي رمز من رموز الدولة ورمز وحدة الحكم الذاتي الإقليمية، - أعمال أخرى من هذا القبيل حيث يكون هناك مصلحة عامة في استبعادها من حماية حقوق النشر.                                                          | 0، لا يوجد حقوق تأليف ونشر                                                                                         | قانون حقوق التأليف والنشر في جمهورية التشيك (القانون رقم 121/2000، القسم 3, Letter a) |
| جيبوتي                                        | القوانين والقرارات القضائية والإدارية وترجماتها الرسمية | 0، لا يوجد حقوق تأليف ونشر                                                                                         | المادة 7(a)، القانون رقم 114/AN/96/3e L المتعلق بحماية حقوق التأليف والنشر |
| جورجيا                                        | 1. أ) الوثائق الرسمية (القوانين، وقرارات المحاكم، والنصوص الأخرى ذات الطابع الإداري والمعياري)، وكذلك ترجماتها الرسمية؛ ب) الرموز الرسمية للدولة (العلم، الشعار، النشيد الوطني، الجائزة، الرموز النقدية، العلامات الرسمية الأخرى ورموز الدولة)؛ جـ) معلومات الأحداث والحقائق. 2. عند استخدام الأعمال المذكورة في الفقرة الفرعية "ب" من هذه المادة باسم الشخص الآخر، فإنه من الممكن حماية حق اسم المؤلف.                                                                        | 0، لا يوجد حقوق تأليف ونشر                                                                                         | المادة 8 من قانون رقم 2388-I المؤرخ 9 سبتمبر 1999 بشأن حقوق الطبع والنشر والحقوق المجاورة (باللغة الروسية، باللغة الإنجليزية) |
| جورجيا                                        | الرموز الرسمية المقترحة ومسودات الوثائق الرسمية | يمكن حمايتها بحقوق التأليف والنشر                                                                                  | المادة 8 من القانون رقم 2388-I المؤرخ 9 سبتمبر 1999 بشأن حقوق الطبع والنشر والحقوق المجاورة في جورجيا (باللغة الروسية، باللغة الإنجليزية)                                                                                            |
| ألمانيا                                       | القوانين أو المراسيم الرسمي أو الأحكام الصادر عن سلطة أو محكمة اتحادية أو ولاية ألمانية | 0، لا يوجد حقوق تأليف ونشر                                                                                         | copyright law (§ 5 Abs.1 UrhG). |
| غانا                                          | الأعمال الحكومية (المادة 3) | 70 عاماً من تاريخ الإنشاء أو النشر، أيهما لاحق                                                                      | قانون حقوق التأليف والنشر، 2005 (المادة 13) |
| اليونان                                       | النصوص الرسمية expressive of the authority of the State, notably to legislative, administrative or judicial texts | 0، لا يوجد حقوق تأليف ونشر                                                                                         | المادة 2(5)، القانون 2121/1993 |
| غواتيمالا                                     | أعمال الدولة أو هيئاتها العامة والبلديات والجامعات والمؤسسات التعليمية الأخرى في الدولة. | 75 عاماً حتى نهاية العام من تاريخ النشر                                                                             | الفصل 5، خصوصاً المادة 49، قانون حقوق التأليف والنشر والحقوق المجاورة (Decree No. 33-98 last modified by Decree No. 56-2000) |
| غواتيمالا                                     | القوانين والمراسيم واللوائح والأوامر والاتفاقيات والقرارات والأحكام القضائية وقرارات الهيئات الحكومية، بالإضافة إلى الترجمات الرسمية لهذه النصوص. | متاحة للاستخدام بحرّية مع مراعاة مصدر الأعمال وسلامتها.                                                             | المادة 68، قانون حقوق التأليف والنشر والحقوق المجاورة (المرسوم رقم 33-98 المعدل آخر مرة بالمرسوم رقم 56-2000) |
| هونغ كونغ                                     | السجلات العامة | 0، لا يوجد حقوق تأليف ونشر (يجوز نسخها لأي غرض دون انتهاك حقوق التأليف والنشر)                                     | Article 58، الفصل 528 من قانون حقوق التأليف والنشر في هونغ كونغ ((بالصينية: 版權條例) |
| هونغ كونغ                                     | العمل الذي قام به موظف حكومي أثناء تأدية عمله | 50 عاماً من تاريخ النشر أو 125 عاماً من تاريخ الإنشاء، أيهما أقصر (حتى نهاية العام)                                  | الفصل 528 من قانون حقوق التأليف والنشر في هونغ كونغ - Article 182، - Article 183، - Article 184. |
| هونغ كونغ                                     | الأنظمة (القوانين) | 50 عاماً من تاريخ النشر في الجريدة الرسمية (حتى نهاية العام)                                                        | الفصل 528 من قانون حقوق التأليف والنشر في هونغ كونغ - Article 182، - Article 183، - Article 184. |
| هونغ كونغ                                     | العمل الذي أنجزه المجلس التشريعي أو تحت إشرافه أو سيطرته | 50 عامًا بعد الإنشاء (حتى نهاية العام)                                                                              | الفصل 528 من قانون حقوق التأليف والنشر في هونغ كونغ - Article 182، - Article 183، - Article 184. |
| الهند                                         | الأعمال الحكومية | 60 عاماً حتى نهاية العام من تاريخ النشر                                                                             | القسم 28، لا يشكل إعادة إنتاج أو نشر تقرير أي لجنة أو هيئة أو مجلس أو هيئة مماثلة تعينها الحكومة إذا عرض هذا التقرير على جدول أعمال الهيئة التشريعية انتهاكًا لحقوق الطبع والنشر، ما لم تحظر الحكومة إعادة إنتاج أو نشر هذا التقرير.> |
| إندونيسيا                                     | - نتائج الاجتماعات المفتوحة لمؤسسات الدولة - القوانين أو التشريعات - قرارات المحاكم أو الأحكام القضائية | 0، لا يوجد حقوق تأليف ونشر                                                                                         | المادة 42، قانون حقوق التأليف والنشر في إندونيسيا |
| إيطاليا                                       | نصوص الأعمال الرسمية للدولة أو الإدارات العامة، سواء كانت إيطالية أو أجنبية | 0، لا يوجد حقوق تأليف ونشر                                                                                         | المادة 5، القانون رقم 633 المؤرخ 22 أبريل 1941، المعدل بالمادة 17، القانون رقم 52 المؤرخ 6 فبراير 1996 |
| اليابان                                       | النصوص الرسمية | 0، لا يوجد حقوق تأليف ونشر                                                                                         | المادة 13، القانون رقم 48 المؤرخ 6 مايو 1970، وتعديله |
| كوريا الجنوبية                                | النصوص الرسمية | 0، لا يوجد حقوق تأليف ونشر                                                                                         | المادة 7، قانون حقوق التأليف والنشر المؤرخ 30 ديسمبر 1989 |
| لاتفيا                                        | 1. التشريعات التنظيمية والأحكام الإدارية، والوثائق الأخرى الصادرة عن الحكومات المحلية والولائية وأحكام المحاكم (القوانين والأحكام القضائية والقرارات وغيرها من الوثائق الرسمية)، وكذلك ترجماتها الرسمية؛ 2. الرموز والعلامات الرسمية المعتمدة من الدولة وكذلك المعترف بها دولياً (الأعلام، وشعارات النبالة، والأناشيد، والأوسمة، والأوراق النقدية، وما شابه ذلك)، والتي يخضع استخدامها لقوانين تنظيمية محددة؛ 3. الخرائط التي يتم إعدادها واستخدامها بموجب التشريعات التنظيمية؛ | 0، لا يوجد حقوق تأليف ونشر                                                                                         | [ 2 ] |
| ماكاو                                         | النصوص الرسمية، وخاصة نصوص المعاهدات والقوانين واللوائح ونصوص التقارير أو القرارات الصادرة عن السلطات من أي نوع، وترجماتها. | 0، لا يوجد حقوق تأليف ونشر                                                                                         | المادة 6 من Decree-Law n.o 43/99/M |
| ماليزيا                                       | أعمال الحكومة والمنظمات الحكومية والهيئات الدولية | 50 عاماً حتى نهاية العام من تاريخ النشر                                                                             | القسم 23، قانون حقوق التأليف والنشر 1987 |
| النيجر                                        | الأعمال الأدبية أو الموسيقية أو الفنية الحكومية غير الفوتوغرافية | 70 عاماً حتى نهاية العام من تاريخ النشر                                                                             | Schedule I، قانون حقوق التأليف والنشر (Cap. 68) 1990 |
| هولندا                                        | القوانين والقرارات واللوائح الصادرة عن السلطة العامة، وكذلك الأحكام والقرارات الإدارية. | 0، لا يوجد حقوق تأليف ونشر                                                                                         | المادة 11 من قانون حقوق التأليف والنشر في هولندا |
| نيوزيلندا                                     | حقوق الطبع والنشر للتاج العام | 100 عاماً حتى نهاية العام (القسم 26(3)(b))                                                                          | الأقسام 2(1)، 26 و 27 من قانون حقوق التأليف والنشر 1994 |
| نيوزيلندا                                     | الترتيبات المطبعية للمواد المنشورة | 25 عاماً حتى نهاية العام                                                                                            | الأقسام 2(1)، 26 و 27 من قانون حقوق التأليف والنشر 1994 |
| باكستان                                       | الأعمال الحكومية | 50 عاماً حتى نهاية العام من تاريخ نشره                                                                              | القسم 22 من قانون حقوق الطبع والنشر، 1962 |
| الفلبين                                       | أي نص رسمي ذي طبيعة تشريعية أو إدارية أو قانونية وترجمته الرسمية | 0، لا يوجد حقوق تأليف ونشر                                                                                         | القسم 175، قانون الملكية الفكرية في الفلبين |
| بولندا                                        | (1) النصوص المعيارية ومسوداتها (2) الوثائق الرسمية والمواد الوثائقية والأجهزة والرموز. | 0، لا يوجد حقوق تأليف ونشر                                                                                         | المادة 4 من القانون المؤرخ 4 فبراير، 1994، المعني بحقوق التأليف والنشر والحقوق المجاورة |
| رومانيا                                       | النصوص الرسمية ذات الصبغة السياسية أو التشريعية أو الإدارية أو القضائية وترجماتها الرسمية | 0، لا يوجد حقوق تأليف ونشر                                                                                         | المادة 9 من القانون رقم 8 المؤرخ مارس 14، 1996، المعني بحقوق التأليف والنشر والحقوق المجاورة |
| روسيا                                         | لا يجوز أن تكون موضوعات لحقوق الطبع والنشر: - الوثائق الرسمية للهيئات الحكومية وهيئات الحكم المحلي للتشكيلات البلدية، بما في ذلك القوانين والنصوص القانونية الأخرى والقرارات القضائية والمواد الأخرى ذات الطابع التشريعي والإداري والقضائي والوثائق الرسمية للمنظمات الدولية، وكذلك ترجماتها الرسمية؛ - رموز الدولة وعلاماتها (الأعلام والشعارات والنياشين والأوراق النقدية وما شابه ذلك)، وكذلك رموز وعلامات التشكيلات البلدية؛                                               | 0، لا يوجد حقوق تأليف ونشر                                                                                         | المادة 1259 من القانون المدني للاتحاد الروسي |
| سنغافورة                                      | العمل الأدبي أو الدرامي أو الموسيقي، أو النقش أو الصورة الفوتوغرافية التي تنجزها الحكومة أو تحت إشرافها أو سيطرتها | 70 عاماً حتى نهاية العام من تاريخ النشر                                                                             | القسم 197(3)، (4A)، قانون حقوق التأليف والنشر |
| سنغافورة                                      | الأعمال الفنية، بخلاف النقوش أو الصورة الفوتوغرافية، التي أنتجتها الحكومة أو تحت إشرافها أو سيطرتها | 70 عاماً حتى نهاية العام بعد تاريخ إتاحتها                                                                          | القسم 197(4)، قانون حقوق التأليف والنشر |
| سلوفاكيا                                      | - القوانين القانونية، القرارات، الميثاق العام، السجلات المتاحة للعامة، الوثائق الرسمية، المعيار الفني السلوفاكي؛ وهذا يشمل الوثائق التحضيرية والترجمات - الأخبار اليومية - الخطب العامة (باستثناء حق الإدراج في مجموعة أو طبعة) | 0، لا يوجد حقوق تأليف ونشر                                                                                         | قانون حقوق التأليف والنشر (القانون رقم 618/2003، القسم 7، Par. 3, Let. b) |
| جنوب إفريقيا                                  | الأعمال الحكومية المؤهلة للحصول على حقوق الطبع والنشر | 50 عاماً حتى نهاية العام من تاريخ النشر                                                                             | القسم 5، قانون حقوق التأليف والنشر، 1978 |
| جنوب إفريقيا                                  | النصوص الرسمية ذات الطبيعة التشريعية أو الإدارية أو القانونية، أو الترجمات الرسمية لهذه النصوص، أو النصوص الرسمية في الخطب ذات الطبيعة السياسية أو النصوص الرسمية في الخطب التي تُلقى أثناء الإجراءات القانونية، أو النصوص الرسمية في أخبار اليوم التي هي مجرد مواد إعلامية صحفية | 0، لا يوجد حقوق تأليف ونشر                                                                                         | القسم 12(8)(a)، من قانون حقوق التأليف والنشر، 1978 |
| السودان                                       | الوثائق الرسمية | 0، لا يوجد حقوق تأليف ونشر                                                                                         | القسم 6(b) من قانون حماية حقوق الطبع والنشر والحقوق المجاورة لعام 1996 |
| تايوان                                        | - الدستور والقوانين واللوائح والوثائق الرسمية (الإعلانات ونصوص الخطب والبيانات الصحفية وغيرها من الوثائق التي أعدها الموظفون المدنيون أثناء أداء واجباتهم)، وترجماتها وتجميعها من قبل وكالات الحكومة المركزية والمحلية - أسئلة الاختبار وأسئلة الاختبار البديلة الخاصة بجميع أنواع الامتحانات التي تُعقد بموجب القوانين أو اللوائح | 0، لا يوجد حقوق تأليف ونشر                                                                                         | المادة 9 من قانون حقوق التأليف والنشر في جمهورية الصين الشعبية |
| تايلند                                        | الوثائق الرسمية | 0، لا يوجد حقوق تأليف ونشر                                                                                         | القسم 7 من قانون حقوق التأليف والنشر، BE 2537 (1994) |
| أوكرانيا                                      | - الوثائق الرسمية ذات الطبيعة السياسية والتشريعية والإدارية (القوانين، المراسيم، القرارات، أحكام المحاكم، معايير الدولة، وما إلى ذلك)، وترجماتها الرسمية؛ - رموز دولة أوكرانيا، والجوائز الحكومية؛ ورموز وعلامات السلطات الحكومية، والقوات المسلحة الأوكرانية وغيرها من التشكيلات العسكرية؛ ورموز المجتمعات الإقليمية؛ ورموز وعلامات الشركات والمؤسسات والمنظمات؛ - العملات الورقية؛                                                                                           | 0، لا يوجد حقوق تأليف ونشر                                                                                         | المادة 10، الفقرة الثانية، قانون أوكرانيا "بشأن حقوق الطبع والنشر والحقوق المجاورة" |
| المملكة المتحدة                               | الأعمال التي أنتجتها حكومة المملكة المتحدة | 50 عاماً من تاريخ النشر                                                                                             | |
| قانون حقوق التأليف والنشر في الولايات المتحدة | أعمال حكومة الولايات المتحدة مراسيم الحكومة، مثل الآراء القضائية، والأحكام الإدارية، والتشريعات التشريعية، والأنظمة العامة، والوثائق القانونية الرسمية المماثلة | 0، لا يوجد حقوق تأليف ونشر                                                                                         | § 206.01 من المجموعة II: ممارسات مكتب حقوق النشر |
| فنزويلا                                       | نصوص القوانين والمراسيم واللوائح الرسمية والمعاهدات العامة والقرارات القضائية وغيرها من الأعمال الرسمية | 0، لا توجد حقوق نشر                                                                                                | المادة 4، قانون حقوق الطبع والنشر المعدل بموجب المرسوم الصادر في 14 أغسطس 1993 |
| زيمبابوي                                      | منشورات الدولة | 50 عامًا حتى نهاية العام من تاريخ النشر بشكل عام، وتطبق حقوق الطبع والنشر الدائمة إذا لم تنشر النصوص الحكومية مطلقًا | القسم 49، قانون حقوق التأليف والنشر (الفصل 26:1) |